# Evergreen International Aviation

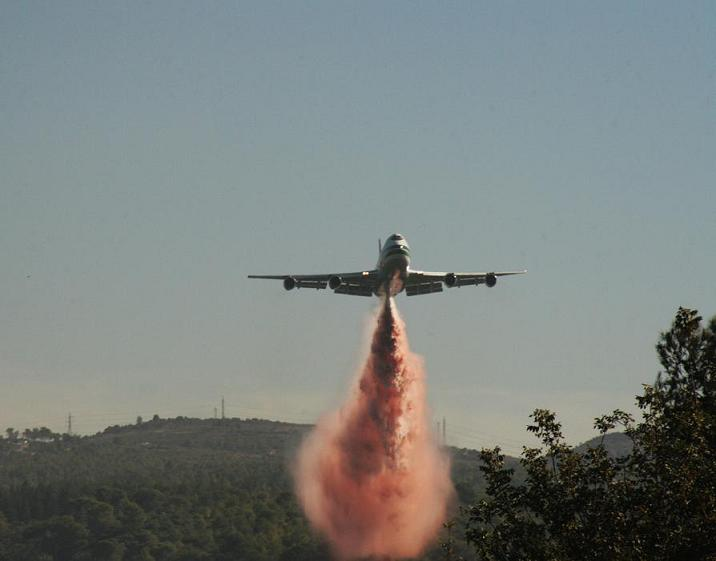
Le Evergreen 747 Supertanker lors de l'incendie du Carmel de 2010 en Israël.

Evergreen International Aviation est une compagnie mondiale de services aéronautiques basée à McMinnville, dans l'Oregon, aux États-Unis. 

## Historique
Bâti à partir d’une société fondée en 1960, ce groupe a fait faillite et fermé toutes ses activités le 30 novembre 2013. Elle est principalement connue pour sa filiale Evergreen International Airlines, qui exploite des avions-cargos Boeing 747. Elle employait en 2012 un total de 463 personnes dont une centaine dans une filiale hélicoptère qui a été vendue début 2013.
Evergreen faisait partie de la flotte aérienne de réserve civile des États-Unis et de l'International Peace Operations Association, et est connue pour avoir eu des accords avec la CIA.
Evergreen est également connue pour avoir modifié et transformé trois Boeing 747-200 en avions de lutte anti-incendie, le Boeing 747 Supertanker. Mis en service en 2009, ce type d'avion, dont deux ont été opérationnels, a une capacité d’environ 74 000 litres et a été utilisé entre autres en Espagne, à Los Angeles et en Israël. En 2014, le premier est stocké sans ses moteurs en Arizona, le second est en service depuis 2016 au sein de la société Global SuperTanker qui a repris l'activité d'Evergreen dans ce domaine.